# Серии Оцеляване (2016)
Серии Оцеляване (2016) е кеч pay-per-view (PPV) турнир и WWE Network събитие, продуцирано от WWE за марките Първична сила и Разбиване.
Провежда се в Air Canada Centre в Торонто, Онтарио, Канада на 20 ноември 2016 г. Шоуто е трийсетото събитие в хронологията на Сървайвър. Събитието е първият Сървайвър, провел се в Канада откакто Прецакването в Монреал и първият Сървайвър, дълъг четири часа.
Осем мача се провеждат по време на събитието, включително два предварителни. Главния мач отбелязва завръщането на Голдбърг след 12 години. В него той побеждава Брок Леснар за 1 минута и 26 секунди. Другите пет мача в главното шоу са съревнователни мачове между кечисти от Първична сила и Разбиване. Три от тези мачове са Сървайвър елиминационни мачове; Жените и Отборите на Първична сила побеждават тези на Разбиване, но мъжете на Разбиване побеждават тези на Първична силав предпоследния мач. Освен това Интерконтиненталния шампион Миз (от Разбиване) и Шампиона в полутежка категория Брайън Кендрик (от Първична сила) запазват титлите си срещу претенденти от противоположната марка, Сами Зейн от Първична сила и Калисто.

## Заден план
Събитието включва мачове, получени от сценични сюжети и имат резултати, предварително решени от WWE и марките Първична сила и Разбиване, марковите дивизии на WWE. Сюжетите се продуцират по седмичните телевизионни шоута на WWE, Първична сила и Разбиване на живо.
На 11 октомври в епизод на Разбиване, Пълномощникът Шейн Макмеън и Главният мениджър Даниъл Брайън предизвикват Първична сила на 3 традиционни за Сървайвър елиминационни отборни мачове, включващи мач 5-на-5 между мъжете, 5-на-5 между жените и 10-на-10 между отборите на марките. Пълномощничката на Първична сила Стефани Макмеън и Главният мениджър Мик Фоли приемат предизвикателството на 17 октомври, на Първична сила.
През следващите седмици, се уреждат някои отбори за Отборния елиминационен мач. Хийт Слейтър и Райно стават капитани, тъй като са Отборни шампиони на Разбиване, които успешно защитават титлите и мястото си в отбора срещу Спирит Скуад. На същата вечер, Хайп Броус побеждават Възкачване и се класират. Американска Алфа и Братя Усо също се класират, когато побеждават Спирит Скуад и Хедбанърс, поотделно. На 8 ноември, на Разбиване Брийзанго побеждават Водевиланс и стават последния отбор, който се класира в Отбор Разбиване. На последното Разбиване преди Сървайвър, Букър Ти като Крал Букър дава мотивационна реч на отбора. В Отбора на Първична сила, Отборните шампиони на Първична сила Нов Ден стават капитани на 31 октомври, на Първична сила. Останалите четири отбора стават ясни на следващата седмица: Шеймъс и Сезаро, Люк Галоус и Карл Андерсън, Ензо Аморе и Големият Кас, и Златната истина (Златен прах и Ар Труф). По-късно Галоус и Андерсън побеждават Големият И и Кофи Кингстън в мач без заложба на титлите, а Златен прах и Ар Труф губят от Блестящите звезди, печелейки местата им в Отбора на Първична сила.
На 25 октомври, на Разбиване, Ники Бела става капитан на женския отбор Разбиване, побеждавайки Наталия. На 2 ноември, на Разбиване, Шампионката при жените на Разбиване Беки Линч, главната претендентка за титлата Алекса Блис, Кармела и Наоми стават останалите участнички в отбора, а Наталия тяхна треньорка. На 8 ноември, Наталия, която участва в мач срещу Наоми, се опитва да спре караницата между Ники Бела и Кармела, коствайки ѝ мача. На същата вечер, Беки Линч успешно защитава нейната титла срещу Алекса, въпреки противоречивия край на мача. Капитана и Шампионката при жените на Първична сила Шарлът Светкавицата, Бейли и Ная Джакс стават първите членки на отбора на Първична сила. На 7 ноември, Алиша Фокс и Саша Банкс стават последните членки. По-рано, Шарлът избира нейното протеже Дейна Брук като петата членка, но е заменена със Саша Банкс. Селелед това Саша, Бейли и Алиша Фокс побеждават Шерлът, Ная и Дейна в отборен мач между шестте, където Бейли тушира Шарлът. На 14 ноември, поради различия между членовете на отбора, Шарлът и Саша Банкс побеждават Алиша Фокс и Ная Джакс. На последното Разбиване преди Сървайвър, Шарлът излиза край ринга по време на мача между Ники Бела и Кармела. След като Ники атакува Шарлът, останалите от Отбор Първична сила атакуват Ники. Кармела и останалите от Отбор Разбиване помагат на Ники, водейки до сбиване, в което Отбор Разбиване надделяват.
Универсалния шампион на WWE Кевин Оуенс и Крис Джерико стават капитаните на Мъжкия отбор на Първична сила, на 31 октомври. Главния мениджър Мик Фоли добавя също Шампиона на Съединените щати на WWE Роуман Рейнс, а Броун Строуман се класира, печелейки кралска битка мржду 12 души. На 7 ноември, Сет Ролинс става последния член. След това Стефани Макмеън урежда Мач Фатална петорка между Оуенс, Джерико, Рейнс, Строуман и Ролинс, в който Оуенс случайно тушира Джерико. На последната Първична сила преди Сървайвър Стефани тества съюза между членовете, уреждайки отборни мачове на Оуенс и Рейнс, които побеждават Сезаро и Шеймъс, и на Ролинс, Джерико и Строуман, които побеждават Нов Ден. Даниъл Брайън представя всички членове на 1 ноември, на Разбиване: Световния шампион на WWE Ей Джей Стайлс (капитан), Дийн Амброуз, Ренди Ортън, Брей Уайът и Барън Корбин. Седмица по-късно, Шейн Макмеън прави Джеймс Елсуърт талисмана на отбора. Той урежда отборен мач между Новите Уайът (Брей, Ортън и Люк Харпър) и Амброуз, Елсуърт и Корбин. Когато Корбин отказва да участва, той е заместен с Кейн и вместо това се бие срещу Калисто; по време на мача, той се контузва, което го отстранява от отбора. След като Уайът побеждават Стайлс, Амброуз и Елсуърт, Даниъл обявява Шейн Макмеън като заместник за отбора на Сървайвър. На 7 ноември, на Първична сила, Стефани кани Шейн и Брайън да се появят на следващия епизод на Първична сила, за да говорят за мачове между двете шоута, което Шейн и Брайън приемат. По веемреме на срещата, всеки пълномощник и мениджър заявяват защо техните отбори са по-добри и евентуално извикват мъжките отбори, които започват да де бият. На края само Ролинс и Рейнс от Първична сила остават изправени. На последното Разбиване преди Сървайвър, мъжете от отбор Разбиване са гости на рубриката на Острието, говорейки за мача и техния съюз. След това Гробаря излиза и предупреждава отбора да спечелят мача или ще срещнат последствия.
На КечМания 20 през 2004, Голдбърг побеждава Брок Леснар в техния пръв и единствен мач взаимно. И двамата напускат WWE, след събитието, но Леснар се завръща през 2012. Голдбърг, който не смята да се завръща в WWE, започва приятелски взаимоотношения с WWE през януари 2016. На 30 май, на Първична сила, Голдбърг е обявен като предварителен бонус за видео-играта WWE 2K17, на която обложка е Леснар. По време на уикенда на Лятно тръшване на събитие на WWE 2K в Германия, Голдбърг предизвиква Лееснар на мач. Голдбърг и Леснар продължават да се противопоставят в социалните мрежи и пресконференции на WWE 2K17. На 3 октомври, Голдбърг се появява на СпортЦентъра на ESPN с Джонатън Коучман, говорейки за появата му в WWE 2K17. Съобщава за възможно завръщане в WWE и гласи, че би искал да се бие с Леснар, ако се завърне. На 10 октомври, на Първична сила, Пол Хеймън, представящ Леснар, предизвиква Голдбърг, твърдейки че Голдбърг трябва да се засрами от кариерата си в WWE. На 17 октомври на Първична сила, Голдбърг се завръща в WWE след 2 години и приема предизвикателството. След това Леснар се появява на следващата Първична сила, за да отговори а коментарите на Голдбърг. На 15 октомври, WWE обявяват чрез Twitter, че мача ще се провежда на Сървайвър На 31 октомври, Първична сила, Голдбърг се връща, за да отговори на коментарите на Леснар, но е прекъснат от Хеймън. След като Хеймън лъже, че Леснар иска да се бие, Русев пристига и провокира Голдбърг. Тогава Голдбърг прави Унищожителен крик на Русев и Копие на Хеймън. На 7 ноември, на Първична сила се показва видео за техния мач, обевявайки че ще се срещнат лице в лице на следващия епизод на Първична сила. На последната Първична сила преди Сървайвър и двамата говорят взаимно, докато са разделени от охрана. Леснар тика някои от тях към Голдбърг, докато Голдбърг пребива останалите. На края Леснар отстъпва вместо да остава да се бие.
На Без милост, Долф Зиглър побеждава Миз в мач Кариера срещу Титла за Интерконтиненталната титла на WWE. Зиглър предлага реванш за титлата на Миз, но Миз отказва. На 1 ноември, Разбиване, след успешното защитаване на титлата срещу Кърт Хокинс, Зиглър прави отворено предизвикателство към кечистите от шоуто Първична сила за мач за титлата на Сървайвър. На 7 ноември, на Първична сила, Сами Зейн побеждава Русев, което го класира за мача за титлата срещу Зиглър. Обаче опонента на Зейн се променя, когато Миз си връща титлата от Зиглър, с помощта на Марис на 900-тния епизод на Разбиване на 15 ноември.
На 8 ноември, на Разбиване, Брайън обявява, че след като Интерконтиненталната титла ще се защитава срещу кечист от Първична сила, Фоли позволява на Шампиона в полутежка категория на WWE Брайън Кендрик да защитава своята титла срещу кечист от Разбиване. Брайън избира това да е Калисто и обявява, че ако Калисто спечели, цялата полутежка дивизия ще се премести в Разбиване. На 14 ноември, на Първичан сила, Кендрик събира всички полутежки кечисти, и заявява че ще победи Калисто и ще остави дивизията в Първична сила. Обаче никои не му вярва и Син Кара, бившия отборен партньор на Калисто твърди, че Калисто ще е по-добър шампион. Кендрик печели мача срещу Син Кара чрез предване.

## Резултати
| №                                                                                     | Резултати | Правила | Време |
| ------------------------------------------------------------------------------------- | --- | --- | ----- |
| 1П                                                                                    | Ти Джей Пъркинс, Рич Суон и Ноам Дар победиха Дрю Гулак, Тони Нийс и Ария Давари | Отборен мач между шестима | 11:50 |
| 2П                                                                                    | Кейн победи Люк Харпър | Индивидуален мач | 9:10  |
| 3                                                                                     | Отбор Първична сила (Шарлът Светкавицата, Саша Банкс, Бейли, Алиша Фокс и Ная Джакс) (с Дейна Брук) победиха Отбор Разбиване (Наталияa, Кармела, Алекса Блис, Наоми и Беки Линч)1 | Сървайвър елиминационен мач 5 срещу 5 | 17:30 |
| 4                                                                                     | Миз (ш) (с Марис) победи Сами Зейн | Индивидуален мач за Интерконтиненталната титла на WWE; Ако Зейн беше спечелил, титлата щеше да се премести в Първична сила                         | 14:05 |
| 5                                                                                     | Отбор Първична сила (Нов Ден (Големият И и Кофи Кингстън), Шеймъс и Сезаро, Ензо Аморе и Големият Кас, Блестящите звезди (Примо и Епико), and Люк Галоус и Карл Андерсън) (с Ксавиер Уудс) победиха (Хийт Слейтър и Райно, Хайп брос (Зак Райдър и Моджо Роули), Американска алфа (Джейсън Джордан и Чад Гейбъл), Брийзанго (Тайлър Брийз и Фанданго) и Братя Усо (Джими и Джей Усо)2 | Сървайвър елиминационен отборен мач 10 срещу 10 | 18:55 |
| 6                                                                                     | Брайън Кендрикът (ш) победи Калисто чрез дисквалификация | Индивидуален мач за Титлата в полутежка категория на WWE; Ако Калисто беше спечелил титлата и полутежката дивизия щяха да се преместят в Разбиване | 12:25 |
| 7                                                                                     | Отбор Разбиване (Ей Джей Стайлс, Дийн Амброуз, Ренди Ортън, Шейн Макмеън и Брей Уайът) (с Джеймс Елсуърт) победиха Отбор Първична сила (Кевин Оуенс, Крис Джерико, Роуман Рейнс, Сет Ролинс и Броун Строуман)3 | Сървайвър елиминационен мач 5 срещу 5 | 52:48 |
| 8                                                                                     | Голдбърг победи Брок Леснар (с Пол Хеймън) | Индивидуален мач | 1:26  |
| - (ш) – указва шампиона/шампионите в мача - П – показва, че мача се случи преди шоуто | | |       |

a – Капитана на женския отбор Разбиване Ники Бела, е атакувана преди мача, което не ѝ позвалява да участва. Треньора на отбора Наталия я замества.

### Сървайвър елиминационни мачове
1
| Елиминация   | Кечистка                                          | Отбор                                             | Елиминирана от                                    | Метод                                             | Време                                             |
| ------------ | ------------------------------------------------- | ------------------------------------------------- | ------------------------------------------------- | ------------------------------------------------- | ------------------------------------------------- |
| 1            | Кармела                                           | Разбиване                                         | Алиша Фокс                                        | Крак-ножици                                       | 6:23                                              |
| 2            | Алиша Фокс                                        | Първична сила                                     | Алекса Блис                                       | Twisted Bliss                                     | 6:46                                              |
| 3            | Ноами                                             | Разбиване                                         |                                                   | Отброяване                                        | 8:21                                              |
| 4            | Саша Банкс                                        | Първична сила                                     | Наталия                                           | Превъртане                                        | 10:18                                             |
| 5            | Наталия                                           | Разбиване                                         | Шарлът Светкавицата                               | Ботуш                                             | 11:59                                             |
| 6            | Ная Джакс                                         | Първична сила                                     | Беки Линч                                         | Обезоръжаване                                     | 13:33                                             |
| 7            | Алекса Блис                                       | Разбиване                                         | Шарлът Светкавицата                               | Ботуш                                             | 14:06                                             |
| 8            | Беки Линч                                         | Разбиване                                         | Бейли                                             | Лицев суплекс                                     | 17:51                                             |
| Оцелял(ели): | Шарлът Светкавицата и Бейли (Отбор Първична сила) | Шарлът Светкавицата и Бейли (Отбор Първична сила) | Шарлът Светкавицата и Бейли (Отбор Първична сила) | Шарлът Светкавицата и Бейли (Отбор Първична сила) | Шарлът Светкавицата и Бейли (Отбор Първична сила) |

2
| Елиминация   | Кечисти                               | Отбор                                 | Елиминирани от                        | Метод                                 | Време                                 |
| ------------ | ------------------------------------- | ------------------------------------- | ------------------------------------- | ------------------------------------- | ------------------------------------- |
| 1            | Брийзанго                             | Разбиване                             | Нов Ден                               | Полунощ                               | 0:41                                  |
| 2            | Нов Ден                               | Първична сила                         | Братя Усо                             | Супер-ритник                          | 1:06                                  |
| 3            | Хайп брос                             | Разбиване                             | Люк Галоус и Карл Андерсън            | Убиец на магии                        | 5:07                                  |
| 4            | Блестящите звезди                     | Първична сила                         | Американска алфа                      | Булдог през въжетата                  | 8:08                                  |
| 5            | Американска алфа                      | Разбиване                             | Люк Галоус и Карл Андерсън            | Убиец на магии                        | 10:37                                 |
| 6            | Люк Галоус и Карл Андерсън            | Първична сила                         | Хийт Слейтър и Райно                  | Съсирек                               | 12:27                                 |
| 7            | Хийт Слейтър и Райно                  | Разбиване                             | Ензо Аморе и Големият Кас             | Гранатомет                            | 12:45                                 |
| 8            | Ензо Аморе и Големият Кас             | Разбиване                             | Братя Усо                             | Самоанско тръшване                    | 13:24                                 |
| 9            | Братя Усо                             | Разбиване                             | Сезаро и Шеймъс                       | Захапката на акулата                  | 18:53                                 |
| Оцелял(ели): | Сезаро и Шеймъс (Отбор Първична сила) | Сезаро и Шеймъс (Отбор Първична сила) | Сезаро и Шеймъс (Отбор Първична сила) | Сезаро и Шеймъс (Отбор Първична сила) | Сезаро и Шеймъс (Отбор Първична сила) |

3
| Елиминация   | Кечист                                     | Отбор                                      | Елиминиран от                              | Метод                                                       | Време                                      |
| ------------ | ------------------------------------------ | ------------------------------------------ | ------------------------------------------ | ----------------------------------------------------------- | ------------------------------------------ |
| 1            | Дийн Амброуз                               | Разбиване                                  | Броун Строуман                             | Силово тръшване със засилка                                 | 16:00                                      |
| 2            | Броун Строуман                             | Първична сила                              |                                            | Отброяване                                                  | 21:30                                      |
| 3            | Кевин Оуенс                                | Първична сила                              |                                            | Дисквалификация                                             | 29:30                                      |
| 4            | Крис Джерико                               | Първична сила                              | Ренди Ортън                                | RKO                                                         | 30:15                                      |
| 5            | Шейн Макмеън                               | Разбиване                                  |                                            | Копие от Рейнс; съдията решава, че Шейн не може да продължи | 40:00                                      |
| 6            | Ей Джей Стайлс                             | Разбиване                                  | Сет Ролинс                                 | Тройна бомба през коментаторската маса с Рейнс и Амброуз    | 42:30                                      |
| 7            | Сет Ролинс                                 | Първична сила                              | Брей Уайът                                 | RKO от Ортън                                                | 46:00                                      |
| 8            | Роуман Рейнс                               | Първична сила                              | Брей Уайът                                 | Сестра Абигейл                                              | 52:48                                      |
| Оцелял(ели): | Брей Уайът и Ренди Ортън (Отбор Разбиване) | Брей Уайът и Ренди Ортън (Отбор Разбиване) | Брей Уайът и Ренди Ортън (Отбор Разбиване) | Брей Уайът и Ренди Ортън (Отбор Разбиване)                  | Брей Уайът и Ренди Ортън (Отбор Разбиване) |